# کف‌پوش پایدار

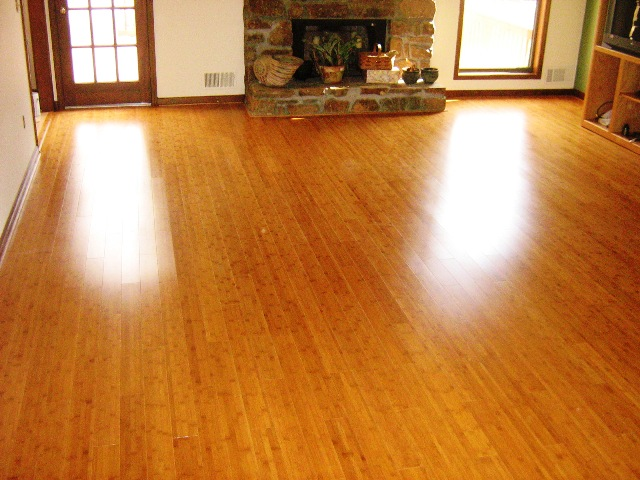
کف‌پوش بامبویی

کف‌پوش پایدار از مواد سازگار با محیط زیست و توسط یک فرایند پایدار تولید می‌شود. این شامل چرخه برداشت، تولید، استفاده و رفع است.
به وسیله کفسازی پایدار ساختمان‌های امن تر و سالم تری ساخته می‌شوند و افزون بر آن در حالی که بسیاری از جوامع به تولید سنتی وابسته هستند، کفساری پایدار تضمین‌کنندهٔ آیندهٔ تولید سنتی از منابع تجدیدپذیر است. در زیر نمونه‌هایی از کف‌پوش‌های در دسترس که سازگار با محیط زیست هستند بیان شده‌است. علی‌رغم آن که کمتر شناخته شده‌اند.
بنیاد آسم و آلرژی آمریکا به کسانی که آلرژی به گرد و غبار یا دیگر ذرات کفپوش را دارند استفاده از کفپوش‌هایی با کف صاف از چوب جنگلی و مشع کف اتاق را پیشنهاد کرده‌است.
ساختمان سازی بر مبنای نگهداری انرژی و سازگاری با محیط زیست (BEES)، برنامه‌ای از مؤسسه ملی استاندارد و فناوری (NIST), یک منبع یک مرحله‌ای از اطلاعات مبتنی بر ارزیابی چرخه عمر در مورد گزینه‌های کف فراهم می‌کند. مقایسه چرخه زندگی جایگزین کفپوش‌های گروه‌های تحقیقاتی در سراسر جهان به‌طور مداوم نشان می‌دهد محصولات کفپوش زیستی، اثرات زیست‌محیطی کمتری از انواع دیگر کفپوش‌ها دارد.
تولید و با استفاده از گزینه‌های کف مانند چوب پنبه، مشمع کف اتاق، و چوب جامد هستند به وضوح کمتر از گزینه‌های دیگر می‌باشد. فرش‌های پشمی و سنگ مرمر و مواد ترکیبی یا کامپوزیت‌ها نمایشگاه بزرگ‌ترین اثرات و اثرات مرتبط با فرش معمولی مورد استفاده در سازه‌های مسکونی هستند و از همه آن‌ها مهم‌تر آن S به علت استفاده از یک پد (لایه‌ای که در زیر فرش پهن می‌شود در این در روش (BEES) نشان داده می‌شود.

## چوب
چرخه زندگی در طی ساله‌ای ۱۹۹۰ نشان داده‌است مزایای زیست‌محیطی مبتنی بر محصولات چوبی.
چوب یک ماده منحصر به فرد و تجدیدپذیر است. درختان در طول چرخه رو به رشد خود کربن را جذب کرده و این کربن نیز باقی می‌ماند. کربن باقی‌مانده در چرب در محصولاتی مانند کف‌پوش در طول عمر خود باقی می‌ماند بنابراین این کربن خارج از جو، در کف‌پوش باقی می‌ماند. در پایان عمر کف‌پوش چوب را می‌توان مجدد به عنوان سوخت از آن استفاده کرد همین امر نشان دهنده آن است که چوب کربن را در خود ذخیره کرده‌است.
ارزیابی چرخه عمر مواد کف‌پوش ساخته شده از چوب جامد، مشمع کف اتاق که از مواد طبیعی استفاده شده‌است در تولید گازهای گلخانه است به مراتب آلودگی کمتر ایجاد می‌نمایند. این امر نشان دهنده آن است این گونه مواد در بسته اثرات زیست‌محیطی مانند استفاده از منابع، انتشار دهنده سم محیط زیستی، آلودگی هوا و تولید زباله بهتر نقش بهتری در ذخیره انرژی و آسیب کمتری به محیط زیست وارد می‌نمایند.
محصولات که از چوب جامد، به خصوص کف‌پوش، اغلب در محیط‌هایی که در آن ساکنان شناخته شده به آلرژی به گرد و غبار یا دیگر ذرات مشخص شده‌است. این گونه کف‌پوش‌ها به علت داشتن سطح صاف علاوه بر آن که به آسانی تمیز می‌شوند علی‌رغم آن که ذراتی که در فرش‌های نرم شایع هستند بیشتر می‌باشند.
فناوری‌هایی که در این زمینه انجام شده‌است باعث شده که برای نصب این گونه کف‌پوش‌ها بسیار آسان باشد حتی پیش از آن که این کف‌پوش‌ها نصب شوند می‌شود برای سفارش این گونه کف‌پوش‌ها را حتی می‌توان آن‌ها را به صورت آماده نصب از کارخانه فرستاد. این کف‌پوش‌ها را خیلی راحت می‌توان نصب کرد.
چوب‌هایی که برای کف‌پوش‌های چوبی استفاده می‌شود می‌تواند از چوب‌های انبارهای قدیمی، واگن‌ها معادن زغال سنگ و بشکه‌های شراب و چوب‌های بازیافتی کنار رودخانه‌ها، باشد که اصلاح نشده باشد. با استفاده از چوب‌های اصلاح شده می‌توان به سمت دست یابی اعتبار گواهی نامه پروژه LEED دست یافت. از آنجا چوب اصلاح شده از مواد چوبی قابل بازیافت و به نظر می‌رسد که موادی که در این کف‌پوش‌ها به کار رفته‌است ضوابط لازم را برای صدور گواهی نامه برای این گونه چوب‌های اصلاح شده (LEED) را داشته باشد و به دلیل آن که برخی از محصولات چوبی از چوب‌های اصلاحی هستند آن‌ها دارای گواهی نامه FSC می‌باشند. این گونه محصولات نیز برای اعتبارات LEED واجد شرایط می‌باشند؛ و تحت عنوان گواهی چوب که نشان دهنده درجه کیفیت تا این گونه چوب‌ها می‌باشد در رده‌بندی چوب‌های دارای اعتبار طبقه‌بندی می‌شوند.

## کف‌پوش‌ها بامبویی
کف‌پوش بامبو از یک منبع تجدیدپذیر که به صورت چوب و الوار ساخته می‌شود (بامبو در واقع یک نوع گیاه است). این کف‌پوش‌ها به‌طور طبیعی ضد باکتری، مقاوم در برابر آب و فوق‌العاده با دوام است. نصب و راه‌اندازی بسیار آسان است. کف‌پوش‌های بامبویی با تکنولوژی زبان – شیار که کف‌پوش‌های چوبی لمینت‌ها به کار رفته‌است که باعث می‌شود که نصب این گونه کف‌پوش‌ها بسیار آسان باشد. کف‌پوش‌هایی که از بامبو ساخته می‌شوند به مراتب از لمینت‌ها گران‌تر و از کف‌پوش‌هایی که از چوب جنگی سنتی ساخته می‌شود ارزان‌تر است. بعضی از این گونه کف‌پوش‌هایی که از بامبو ساخته می‌شود از گونه‌های دیگر کمتر پایدار است و آن‌ها دارای یک ماده سمی حاوی فرمالدئید (که به جای چسب چوب طبیعی) استفاده می‌شود.

## کف‌پوش چوب پنبه‌ای
کف‌پوش چوب پنبه‌ای از پوسته‌های درخت بلوط بدون آن به درخت آسیب، زده شور (اگر این لایه‌ها) به درستی برداشته شود، ساخته یم شود؛ و از آن، به عنوان یک منبع تجدیدپذیر و پایدار است. این مواد به‌طور طبیعی ضد میکروب و دارای خواص عایقی بسیار عالی، حصول اطمینان از دست دادن حرارت حداقل و یک سطح گرم برای راه رفتن است. چوب پنبه قابل انعطاف است، حفره‌های که در پشت کف‌پوش قرار دارند به هنگام راه رفتن و گذشتن چیزهای سنگین مانند مبلمان، به علت داشتن خاصیت انعطافی دارد اثری بر روی کف‌پوش باقی نمی‌ماند، چوب پنبه در تکریاب آلی ارگنیک، OVC بسیار پایین است اما این خیلی مهم است که به هنگام در پایان مرحله ساخت مد نظر گرفته شود. کف‌پوش چوب پنبه‌ای برای حمام مناسب نیست هر چند که رطوبت را به خوبی حفظ می‌کند.

## مشمع کف اتاق
مشمع کف اتاق که از دانه‌های کتان خشک و آسیاب شده مخلوط با مواد دیگر گیاهی مانند (رزین کاج، آرد چوب، چوب پنبه) با کف هندی (چتایی) ساخته نشده‌است، تمام مواد کاملاً طبیعی است که از منابع قابل تجدید ساخته شده‌است و ۱۰۰٪ قابل برگشت به طبیعت. همه مواد به کار رفته در این کف‌پوش قابل بازیافت است. مشمع کف اتاق در آن رنگدانه طبیعی به کار رفته‌است که نمی‌شود این رنگ را از بین برد. این نوع کف‌پوش دارای یک نوع آنتی استاتیک است. این خصوصیت آنتی استاتیک باعث می‌شود که با دفع آلودگی، گرد و غبار و سایر ذرات کوچک برای افرادی که با مشکلات تنفسی (مانند آسم و آلرژی) درگیرند می‌تواند مورد استفاده قرار گیرد. این گونه مشمع مقاوم در برابر آتش‌سوزی است و نیازی نیست که از مواد ضد آتش زا برای مقاوم کردن آن استفاده نشود.

## کف‌پوش‌های لاستیکی
کف‌پوش‌های لاستیکی از یک نوع درخت گرفته می‌شود، که ۱۰۰٪ از منابع تجدیدپذیر ساخته شده‌است. امروز استایرن، برتادین، لاستیک (SBR) یک نوع لاستیک مصنوعی را ایجاد کرده‌اند که از چندین پلیمر استایرن و برتادین استفاده شده‌است. کف پوش لاستیکی که نگهداری و نصب آن آسان است، و از طرف دیگر آنتی استاتیک می‌باشد و در مقابل سوختگی‌های ناشی از آتش سیگار نیز مقاوم است. اکثر کف‌پوش‌های لاستیکی از لاستیک مصنوعی ساخته شده‌است و این محصول پایدار نیست.

## فرش‌های طبیعی و بازیافتی
فرش‌هایی که پایدار هستند، این گونه فرش‌ها از الیاف طبیعی مانند پنبه، سیزال (sisal) پشم، جوت (jute) و پوسته نارگیل وجود دارد. فرش‌های دست بافت که به فرش‌های citapore معروف هستند که جزء فرش‌هایی محسوب می‌شود که پایدار هستند و شامل طیف گسترده‌ای از مواد کف‌پوش پایدار به‌طور کلی از پنبه، جوت، ابرایشم مصنوعی ساخته می‌شود. (که همه این مواد قابل بازیافت می‌باشند). این احتمال نیز وجود دارد که این گونه فرش‌ها کاملاً از مواد قابل بازیافت پلی ایتلن ترفتالات که برای ظروف غذا و نوشیدنی استفاده می‌شود، ساخته نشده باشد. نایلون بازیافتی یک ماده معمول است که در بافت این گونه فرش‌ها به کار می‌رود. نایلون به کار رفته در این فرش‌ها از ۶ الیاف بازیافتی ساخته شده‌است؛ که به عنوان نایلون جدید در این فرش‌ها به کار می‌رود. این فرایند را می‌توان بارها انجام داد (بازیافت نایلون) و در سال ۲۰۰۹، کارخانه شاو بیش از ۱۰۰ میلیون پوند از این گونه فرش‌ها را بازیافت کرده‌است. این گونه فرش‌ها بسیار پایدار می‌باشند و مانع از این می‌شود که این گونه مواد کمتر به محل ارسال زباله فرستاده شوند. اینگونه فرش‌ها به هنگام رنگرزی از روش‌هایی استفاده می‌کنند که کمتر محیط زیست را آلوده می‌کند.